# Áustria nos Jogos Paralímpicos de Inverno de 2010
A Áustria participou dos Jogos Paraolímpicos de Inverno de 2010, realizados em Vancouver, no Canadá. Foi a décima aparição do país em Paraolimpíadas de Inverno. Dezenove atletas representaram o país, competindo em três esportes.

## Medalhas
| Atleta             | Esporte      | Evento                                        | Medalha |
| ------------------ | ------------ | --------------------------------------------- | ------- |
| Claudia Loesch     | Esqui alpino | Super-G feminino (atletas sentadas)           | Ouro    |
| Claudia Loesch     | Esqui alpino | Slalom feminino (atletas sentadas)            | Ouro    |
| Sabine Gasteiger   | Esqui alpino | Slalom (feminino deficientes visuais)         | Ouro    |
| Claudia Loesch     | Esqui alpino | Super combinado feminino (atletas sentadas)   | Prata   |
| Sabine Gasteiger   | Esqui alpino | Slalom gigante feminino (deficientes visuais) | Prata   |
| Robert Meusburger  | Esqui alpino | Slalom gigante masculino (atletas em pé)      | Prata   |
| Jurgen Egle        | Esqui alpino | Super combinado masculino (atletas sentados)  | Prata   |
| Claudia Loesch     | Esqui alpino | Downhill feminino (atletas sentadas)          | Bronze  |
| Hubert Mandl       | Esqui alpino | Super-G masculino (atletas em pé)             | Bronze  |
| Philipp Bonadimann | Esqui alpino | Super combinado masculino (atletas sentados)  | Bronze  |
| Philipp Bonadimann | Esqui alpino | Slalom masculino (atletas sentados)           | Bronze  |

## Biatlo
Individual
| Atleta         | Evento                       | Tempo Real | Tiros Perdidos | Fator (%) | Tempo Final | Pos. |
| -------------- | ---------------------------- | ---------- | -------------- | --------- | ----------- | ---- |
| Michael Kurz   | Masculino (atletas em pé)    | 43:02.4    | 5              | 92        | 44:35.8     | 9º   |
| Manfred Lehner | Masculino (atletas sentados) | 56:35.1    | 5              | 94        | 58:11.4     | 21º  |

Perseguição
| Atleta         | Evento                       | Tempo Qual. | Tiros Perdidos | Fator (%)   | Tempo Final | Pos. |
| -------------- | ---------------------------- | ----------- | -------------- | ----------- | ----------- | ---- |
| Michael Kurz   | Masculino (atletas em pé)    | 11:14.3     | Não avançou    | Não avançou | Não avançou | 19º  |
| Manfred Lehner | Masculino (atletas sentados) | 10:29.4     | Não avançou    | Não avançou | Não avançou | 19º  |

## Esqui alpino
| Atleta              | Evento                    | Tempo Real | Pos.              |
| ------------------- | ------------------------- | ---------- | ----------------- |
| Manfred Auer        | Downhill masculino        | 1:26.33    | 13º               |
| Manfred Auer        | Super-G masculino         | DSQ        | DSQ               |
| Manfred Auer        | Slalom gigante masculino  | 2:32.66    | 11º               |
| Robert Meusburger   | Downhill masculino        | 1:23.70    | 6º                |
| Robert Meusburger   | Slalom masculino          | 1:47.75    | 4º                |
| Robert Meusburger   | Super combinado masculino | 2:14.00    | 4º                |
| Robert Meusburger   | Super-G masculino         | DNF        | DNF               |
| Robert Meusburger   | Slalom gigante masculino  | 2:26.08    | Medalha de prata  |
| Hubert Mandl        | Downhill masculino        | 1:23.85    | 7º                |
| Hubert Mandl        | Slalom masculino          | DNF        | DNF               |
| Hubert Mandl        | Super combinado masculino | 2:16.92    | 7º                |
| Hubert Mandl        | Super-G masculino         | 1:21.97    | Medalha de bronze |
| Hubert Mandl        | Slalom gigante masculino  | 2:27.22    | 4º                |
| Martin Falch        | Slalom masculino          | 1:51.14    | 12º               |
| Martin Falch        | Slalom gigante masculino  | 2:40.39    | 22º               |
| Andreas Preiss      | Slalom masculino          | 1:53.07    | 17º               |
| Markus Salcher      | Slalom masculino          | 1:54.39    | 20º               |
| Markus Salcher      | Super combinado masculino | 2:19.72    | 9º                |
| Markus Salcher      | Super-G masculino         | 1:23.68    | 8º                |
| Markus Salcher      | Slalom gigante masculino  | DNF        | DNF               |
| Bernhard Habersater | Super-G masculino         | 1:30.58    | 25º               |
| Marina Perterer     | Slalom gigante feminino   | 2:54.01    | 10º               |
| Marina Perterer     | Slalom feminino           | 2:05.67    | 7º                |
| Marina Perterer     | Super combinado feminino  | DNS        | DNS               |
| Marina Perterer     | Super-G feminino          | 1:48.12    | 13º               |

| Atleta             | Evento                    | Tempo Real | Pos.             |
| ------------------ | ------------------------- | ---------- | ---------------- |
| Christoph Prettner | Downhill masculino        | 1:21.83    | 6º               |
| Christoph Prettner | Slalom gigante masculino  | DNF        | DNF              |
| Christoph Prettner | Slalom masculino          | DSQ        | DSQ              |
| Christoph Prettner | Super combinado masculino | DNF        | DNF              |
| Christoph Prettner | Super-G masculino         | 1:26.58    | 9º               |
| Sabine Gasteiger   | Downhill feminino         | 1:32.00    | 4º               |
| Sabine Gasteiger   | Slalom gigante feminino   | 3:02.18    | Medalha de prata |
| Sabine Gasteiger   | Slalom feminino           | 2:00.56    | Medalha de ouro  |
| Sabine Gasteiger   | Super-G feminino          | DNS        | DNS              |
| Sabine Gasteiger   | Super combinado feminino  | DNS        | DNS              |

| Atleta             | Evento                    | Tempo Real | Pos.              |
| ------------------ | ------------------------- | ---------- | ----------------- |
| Philipp Bonadimann | Downhill masculino        | 1:42.07    | 17º               |
| Philipp Bonadimann | Slalom gigante masculino  | 2:50.82    | 10º               |
| Philipp Bonadimann | Super-G masculino         | 1:25.49    | 12º               |
| Philipp Bonadimann | Slalom masculino          | 1:46.34    | Medalha de bronze |
| Philipp Bonadimann | Super combinado masculino | 2:12.96    | Medalha de bronze |
| Dietmar Dorn       | Downhill masculino        | 1:23.23    | 15º               |
| Dietmar Dorn       | Slalom gigante masculino  | DNF        | DNF               |
| Dietmar Dorn       | Super-G masculino         | 1:24.94    | 10º               |
| Dietmar Dorn       | Slalom masculino          | 1:56.06    | 13º               |
| Jurgen Egle        | Slalom gigante masculino  | 2:48.57    | 5º                |
| Jurgen Egle        | Super-G masculino         | 1:28.41    | 19º               |
| Jurgen Egle        | Slalom masculino          | DNF        | DNF               |
| Jurgen Egle        | Super combinado masculino | 2:12.80    | Medalha de prata  |
| Robert Frohle      | Slalom gigante masculino  | 2:49.83    | 8º                |
| Robert Frohle      | Super-G masculino         | 1:24.00    | 6º                |
| Andreas Kapfinger  | Slalom gigante masculino  | DNF        | DNF               |
| Andreas Kapfinger  | Slalom masculino          | 1:48.46    | 4º                |
| Reinhold Sampl     | Downhill masculino        | 1:21.88    | 10º               |
| Reinhold Sampl     | Super-G masculino         | 1:24.05    | 7º                |
| Reinhold Sampl     | Slalom masculino          | 1:50.02    | 5º                |
| Reinhold Sampl     | Super combinado masculino | DNF        | DNF               |
| Claudia Loesch     | Downhill feminino         | 1:29.89    | Medalha de bronze |
| Claudia Loesch     | Slalom gigante feminino   | 3:23.13    | 8º                |
| Claudia Loesch     | Slalom feminino           | 2:12.05    | Medalha de ouro   |
| Claudia Loesch     | Super-G feminino          | 1:33.89    | Medalha de ouro   |
| Claudia Loesch     | Super combinado feminino  | 2:44.28    | Medalha de prata  |

## Esqui cross-country
| Atleta         | Evento                                  | Qualificação | Qualificação | Semifinal   | Semifinal   | Final       | Final       |
| Atleta         | Evento                                  | Tempo        | Pos.         | Tempo       | Pos.        | Tempo       | Pos.        |
| -------------- | --------------------------------------- | ------------ | ------------ | ----------- | ----------- | ----------- | ----------- |
| Michael Kurz   | Velocidade masculino (atletas em pé)    | DNS          | DNS          | Não avançou | Não avançou | Não avançou | Não avançou |
| Manfred Lehner | Velocidade masculino (atletas sentados) | 2:35.25      | 31º          | Não avançou | Não avançou | Não avançou | Não avançou |

| Atleta         | Evento                             | Tempo Real | Fator (%) | Tempo Calculado | Pos. |
| -------------- | ---------------------------------- | ---------- | --------- | --------------- | ---- |
| Michael Kurz   | 10 km masculino (atletas em pé)    | 33:59.8    | 91        | 30:56.2         | 14º  |
| Michael Kurz   | 20 km masculino (atletas em pé)    | 59:54.3    | 92        | 55:06.8         | 6º   |
| Manfred Lehner | 10 km masculino (atletas sentados) | 34:59.1    | 94        | 32:53.2         | 31º  |
| Manfred Lehner | 15 km masculino (atletas sentados) | DNS        | DNS       | DNS             | DNS  |

Legenda
| Recorde mundial      | Recorde mundial (World record)               |                       | Recorde africano                      | Recorde africano (African) |                                           | Q | Classificado por posição (Qualified) |
| Recorde olímpico     | Recorde olímpico (Olympic record)            | Recorde da América    | Recorde da América (Americas)         | q                          | Classificado por melhor tempo (Qualified) |   |                                      |
| Melhor marca do ano  | Melhor marca do ano (World leading)          | Recorde asiático      | Recorde asiático (Asian)              | DNS                        | Não largou (Did not start)                |   |                                      |
| Recorde nacional     | Recorde nacional (National record)           | Recorde europeu       | Recorde europeu (European)            | DNF                        | Não terminou (Did not finish)             |   |                                      |
| Recorde pessoal      | Recorde pessoal do atleta (Personal best)    | Recorde da Oceania    | Recorde da Oceania (Oceania)          | DSQ / DQ                   | Desclassificado (Disqualified)            |   |                                      |
| Recorde da temporada | Recorde da temporada do atleta (Season best) | Recorde sul-americano | Recorde sul-americano (South America) | NM                         | Sem marca (No mark)                       |   |                                      |